# Alios
 (mars 2009).
Si vous disposez d'ouvrages ou d'articles de référence ou si vous connaissez des sites web de qualité traitant du thème abordé ici, merci de compléter l'article en donnant les références utiles à sa vérifiabilité et en les liant à la section « Notes et références ».
Pour les articles homonymes, voir Alió (homonymie).

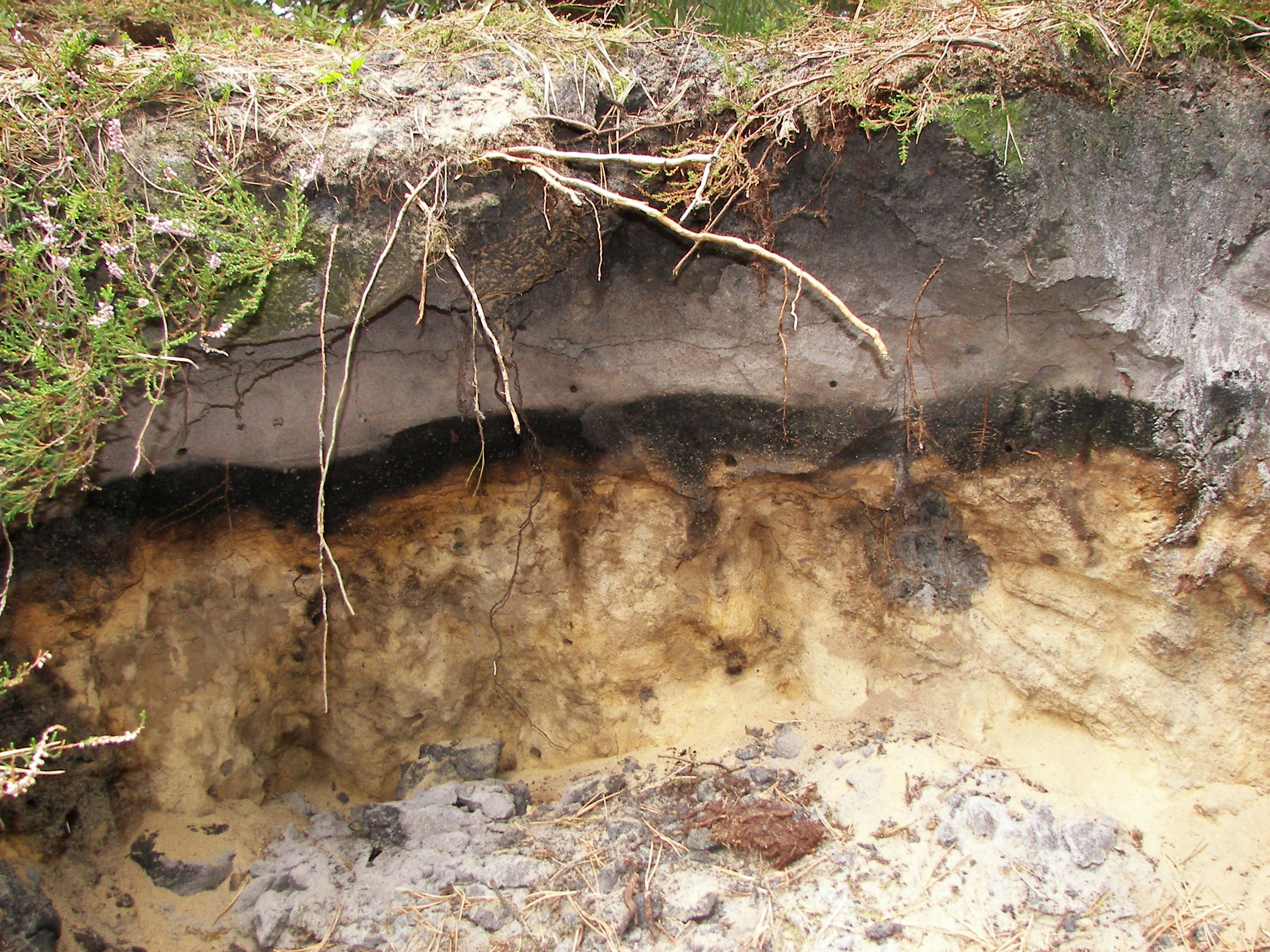
Coupe stratigraphique d'un sol montrant la couche d'alios en noir.

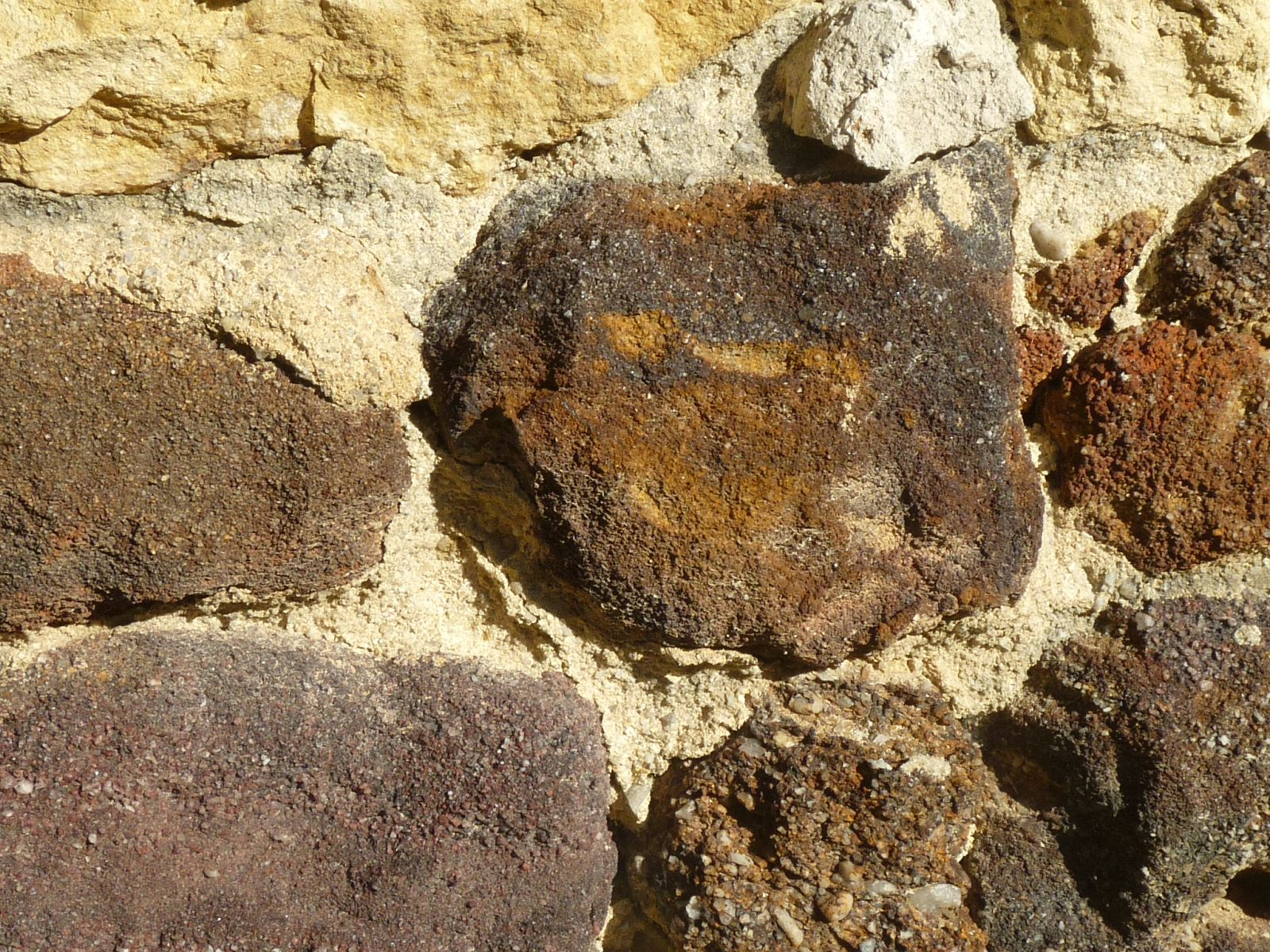
Blocs d'alios employés dans un mur.

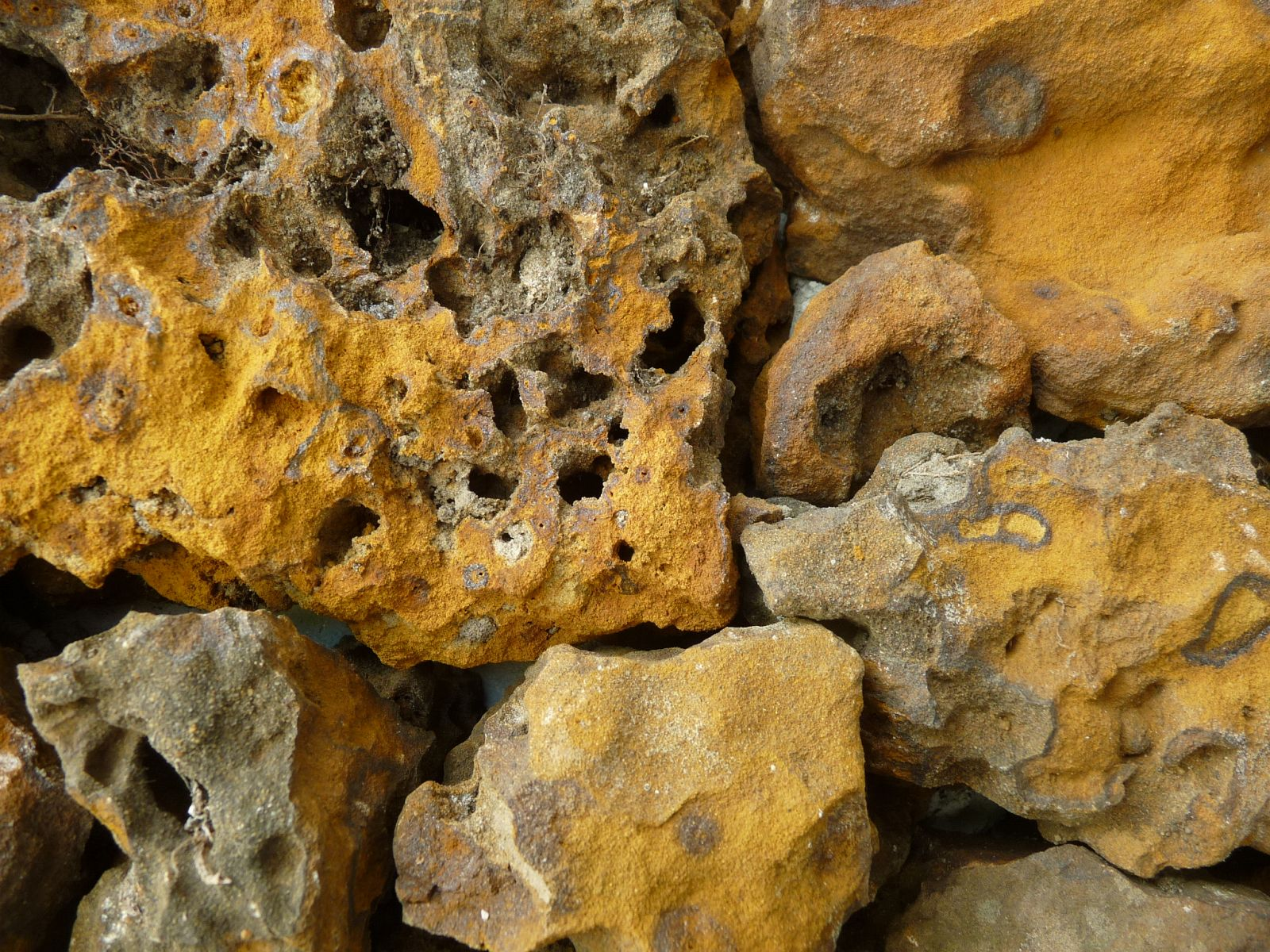
Blocs de garluche.

L’alios (du gascon aliòs) est une strate du sol indurée et imperméable, souvent de couleur noire ou brune, typique des Landes de Gascogne, qui se forme sous l'action de l'eau dans des podzols généralement sableux. L'alios résulte de la cimentation des grains de sable et graviers par des hydroxydes de fer, d’aluminium et de manganèse, ainsi que de la matière organique.
L'alios se forme quand les conditions physico-chimiques sont réunies, à savoir percolation des eaux de pluie et remontée saisonnière de la nappe phréatique, favorisant la descente des composés organiques et l’apport de fer dans l’horizon B.
L'alios évolue par diagenèse en garluche, ou « pierre des Landes », qui présente un faciès gréseux. Celle-ci est un minerai de fer, qui a longtemps servi en tant que matière première à l’industrie du fer dans les Landes de Gascogne mais aussi à la construction de murs et bâtiments. Les garluches n’ont plus guère d'usage de nos jours.

## Présentation
Les débris végétaux (pin maritime, bruyères...) libèrent un acide organique qui attaque l'argile et libère la silice, l'alumine et le fer. Les éléments ainsi créés se déposent sur les grains de sable. Lorsque le fer devient plus important, il joue un rôle de catalyseur et provoque un ciment, un liant dans le sable formant des zones dures et compactes d'alios.
L'alios composé de sable, d'aluminium, de silice et de fer est poreux. Il peut être profond ou superficiel selon la qualité du sol. Lors de travaux du sol, l'alios reste un problème  : en effet, il est difficilement fissurable et reste un obstacle auquel s'ajoutent la tourbe et parfois l'argile.
Très présent dans la forêt des Landes de Gascogne (autour du bassin d'Arcachon par exemple), on retrouve sur le bord des plages des plaques d'alios gréseux qui ont été déterrées par la force des vagues.

## Étymologie
Le terme alios est un mot aquitain antique, conservé en gascon et adopté par le monde scientifique. Il porte localement divers noms selon son faciès. On trouve pèiragrith en Chalosse et Béarn, garluisha ou tube dans les landes de Gascogne.
Le terme garluche vient du gascon garluisha, dérivé de la racine prélatine *kar / *gar et un suffixe dépréciatif. Son sens littéral est « la mauvaise pierre ». La garluche est également connue sous les noms gascons de pèira nhòga ou pèira de lana.

## Utilisations de la garluche
Cette pierre est utilisée depuis l’époque aquitano-romaine pour la construction des habitations et des monuments (églises de Biscarrosse, de Cazaux ou de Bonnut par exemple. La plupart du temps, les constructions sont recouvertes d'enduit car cette roche devient friable avec les intempéries. Les pyramides délimitant la sauveté de Mimizan, érigées au début du XIe siècle et toujours visibles, ont été bâties en garluche.

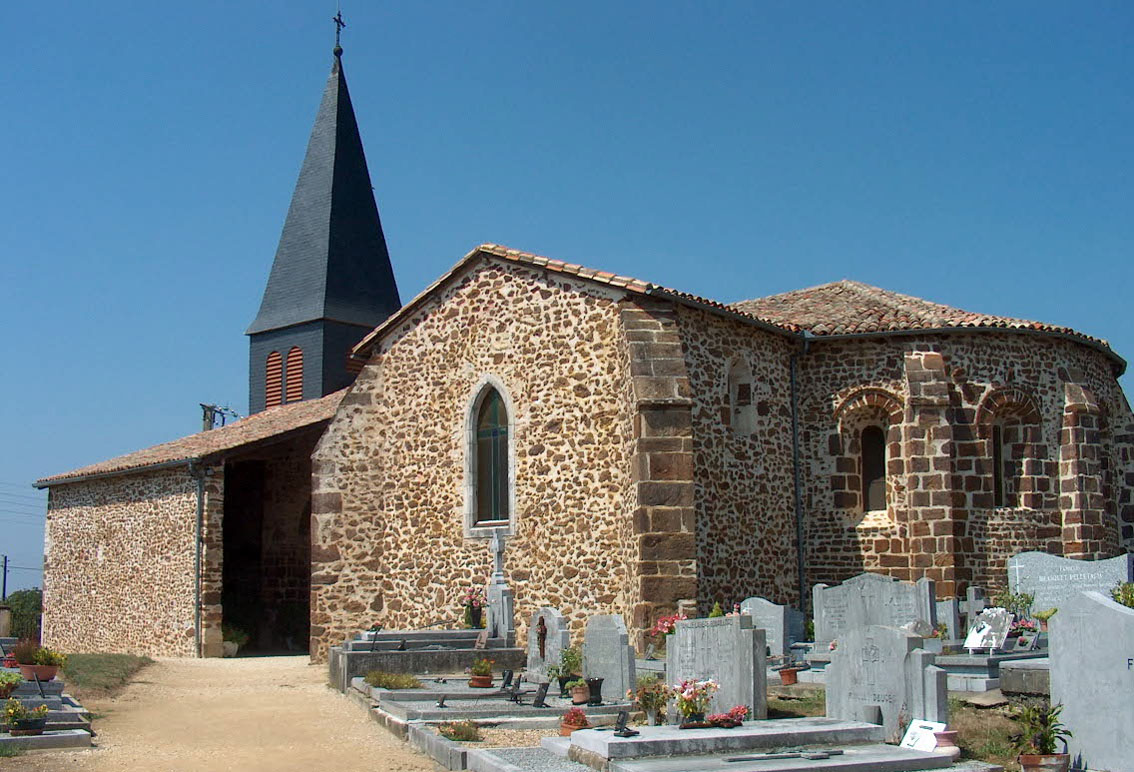
L'église de Castèth à Bonnut (64) est bâtie en alios, le chevet roman est du XIIe siècle.

Au XVIIIe siècle,une activité sidérurgique basée sur l’utilisation de la garluche s’est développée, des forges utilisant la garluche étaient déjà établies à Pontenx-les-Forges et Uza (40). 
Au XIXe siècle, les forêts situées le long des vallées permettaient de produire le charbon de bois nécessaire au fonctionnement des hauts-fourneaux. Ceux-ci étaient installés sur des ruisseaux qui fournissaient l'énergie hydraulique nécessaire pour actionner les marteaux-pilons qui servaient à broyer la garluche et à travailler le métal incandescent. Il existait ainsi, dans la vallée de la Leyre, six forges qui produisaient chacune annuellement une centaine de tonnes de fonte et autant de fer forgé. On en comptait cinq autres sur le Ciron, une sur l'Estrigon et huit sur les ruisseaux côtiers. Elles ont commencé à décliner vers 1850 du fait de la surexploitation des forêts et de l’épuisement des gisements de garluche. La construction du chemin de fer leur a été fatale en permettant la diffusion de produits plus compétitifs provenant des grands bassins sidérurgiques. La sidérurgie landaise perdura jusqu’au début du XXe siècle, avant d'être supplantée par les hauts-fourneaux à houille.

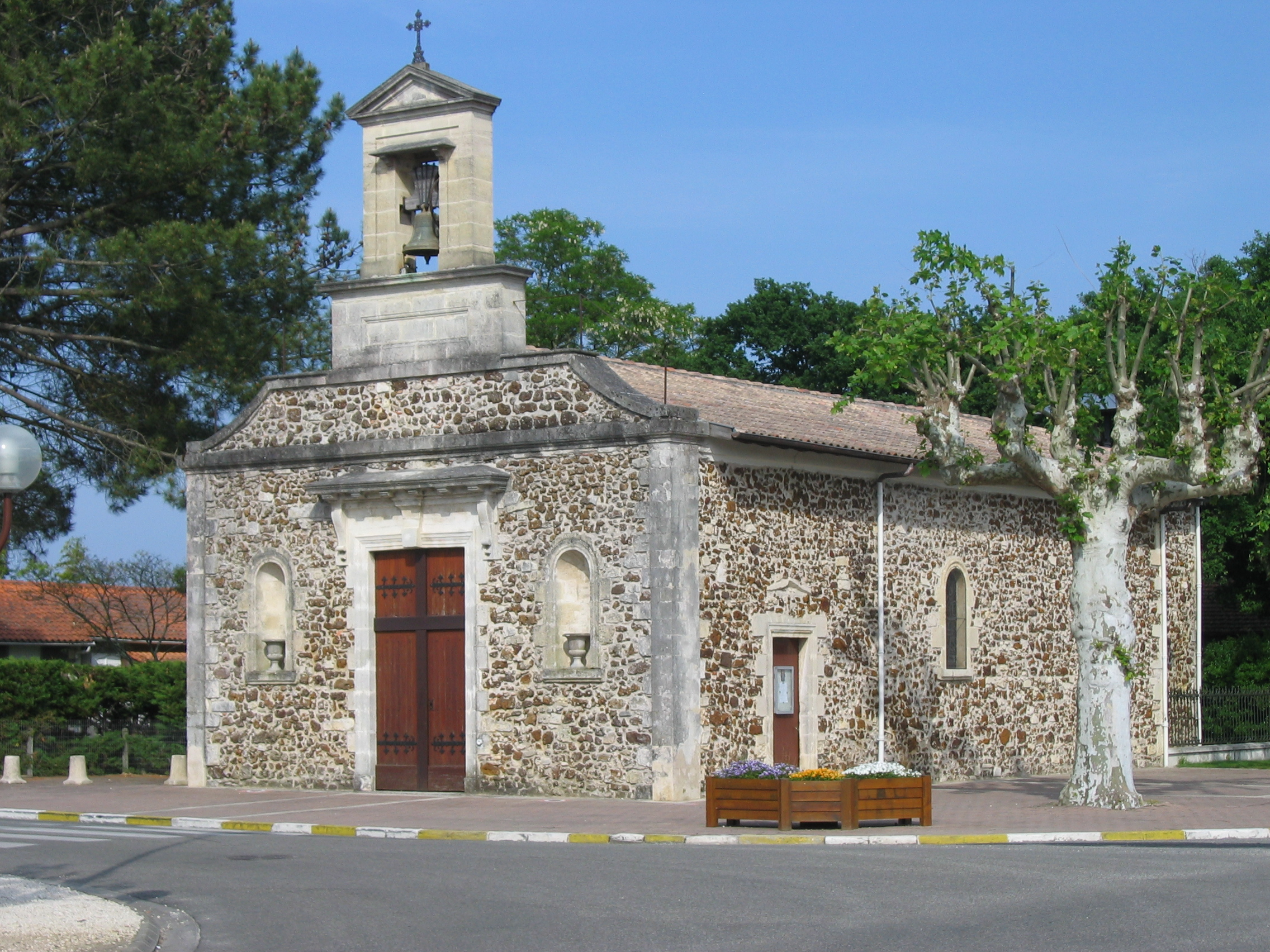
Église de Cazaux

Les besoins en garluche ont été tels, pour la construction, le pavage des routes et l’alimentation des forges (malgré une concentration médiocre en fer) que tous les gisements importants sont maintenant épuisés. De nos jours, la garluche a cessé d’être employée comme matériau de construction. Toujours très recherchée, elle est utilisée principalement à des fins décoratives.

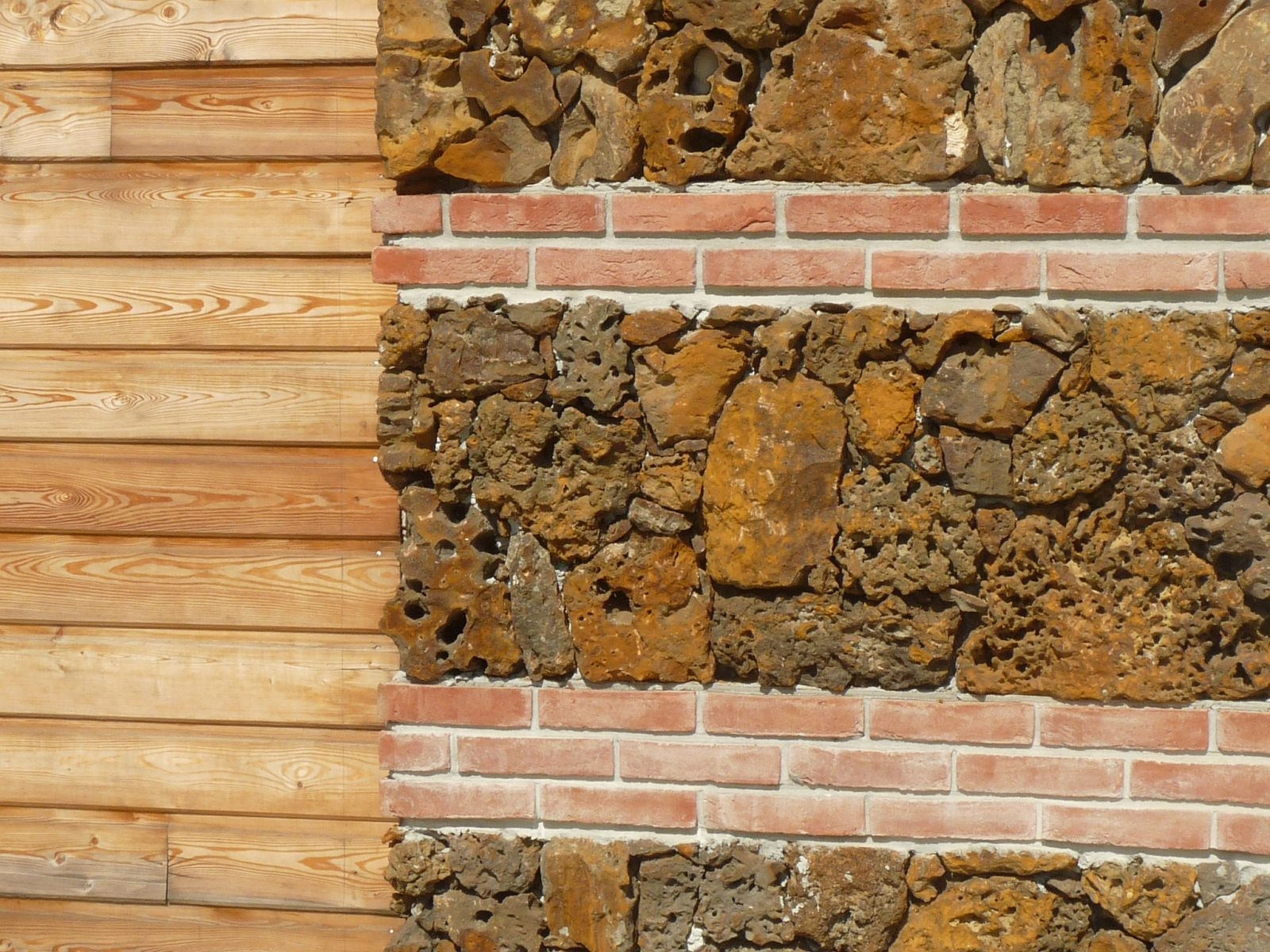
Mur de la récente salle des fêtes d'Aureilhan (Landes) utilisant les matériaux locaux.

## Formation des alios
Les landes de Gascogne sont un pays plat, mal drainé et les sols constitués de matériaux sédimentaires sont très pauvres. L'origine des sables landais est éolienne, et les limites de la plaine sédimentaire des Landes sont très franchement marquées.
On peut ainsi estimer que l’épandage du sable sur les Landes de Gascogne a eu lieu principalement au Pléistocène supérieur, entre 126 000 et 11 430 ans BP et tout particulièrement aux alentours de 18 000 ans BP, ce qui est relativement récent.  
Après l'épandage du sable, c'est une phase de modelage du terrain qui a suivi, avec la formation de dunes dans la plaine landaise. Plus tard, la végétation fixera ce paysage, et il y aura formation d'un grès ferrugineux dans les couches superficielles de la couverture sableuse : les alios et garluches.

### Épandage des sables landais

#### Modification du réseau hydrographique
Le Pléistocène est tout d’abord marqué par un événement majeur pour la géomorphologie des Landes de Gascogne : le déplacement de la Garonne vers le nord et de l’Adour vers le sud. Une première phase de mouvements tectoniques, qui surviennent à la fin du Pliocène et au Pléistocène inférieur, a pour effet de rassembler les écoulements issus du Massif central et d’amorcer leur inflexion vers le nord. Une seconde phase, qui se produit au Pléistocène moyen, est marquée par l’apparition de la faille de la Garonne. Il apparaît alors une dénivellation de 40 à 50 m selon un axe Langon - Bordeaux et le basculement du compartiment occidental conduit le fleuve au pied de l’escarpement. Vers la même période, les différents écoulements au sud du Bassin aquitain font eux aussi l’objet de captures successives. L’axe principal de drainage est progressivement déporté vers le lit actuel de l’Adour. Ces dérivations des cours d’eau identifient déjà la région des Landes de Gascogne puisque celle-ci n’est alors drainée que par de petits réseaux hydrographiques qui lui sont propres.

#### Mise en place de la couverture sableuse
L’origine du sable des Landes est éolienne. À la loupe binoculaire, les sables prélevés dans des régions diverses, Grande Lande, Marsan, Landes de Bordeaux présentent une grande uniformité. Grains rond, de 0,3 mm à 0,6 mm de diamètre, avec très peu de grains très petits, mais par contre quelques grains plus gros (1 à 2 mm). Le quartz qui forme la plus grande partie de ce sable est presque toujours blanc ou rose clair et les grains dépolis en surface sont assez semblables à ceux qui à l’heure actuelle retombent à l’est de la dune du Pilat.
De nos jours, le sable éolien pris sur le rivage va se fixer sur les dunes de la zone côtière. Un bel exemple est la Dune du Pilat à La Teste de Buch.
C’est un climat très différent de celui d’aujourd’hui qui régnait sur les landes au Quaternaire supérieur. Il a fallu un type de temps beaucoup plus sec et défavorable à toute forme de végétation de sous-bois ou de forêts. Il a surtout fallu des vents d'ouest très violents capables de transporter au loin le sable du rivage. Un climat capable de provoquer, lors des tempêtes, la remontée sur le rivage de grandes quantités de sable trié, que les vagues et la houle prélevaient sur les nappes détritiques du Pliocène et sur les alluvions glacio-fluviales qui recouvraient le plateau continental. Les deux phénomènes : mobilisation et triage du sable sur la côte et transport de grains de quartz sur le plateau landais allaient de pair. Ils supposent une puissance des actions éoliennes dont nous n’avons plus l’équivalent en Europe aujourd’hui.
Le fait que les vents d'ouest aient été violents et réguliers au Quaternaire supérieur est prouvé par la présence d’énormes masses de sable sur les plateaux calcaires et de molasse des Landes orientales. Dans cette région tout le sable est « exotique » puisque les roches tertiaires qui forment le soubassement des Landes n’en contiennent pratiquement pas. Si l’on tient compte du fait que le rivage était alors plus éloigné vers l'ouest, le niveau moyen étant plus bas au Quaternaire supérieur, c’est au moins une distance de 150 km que le sable des Landes a dû parcourir d'ouest en est avant de s’accumuler sur des plateaux qui sont actuellement dans cette partie des Landes, à 150-180 m au-dessus du niveau de la mer. 
L’accumulation des sables n’était nullement entravée par les vallées des rivières de la plaine, dont le débit était trop faible pour en perturber la progression. Il est probable qu’à une certaine époque, toutes les anciennes vallées aient disparu sous la couverture sableuse uniforme. La végétation quant à elle était trop maigre et trop pauvre pour retenir les sables, qui pouvaient alors glisser sans obstacle sur des sols gelés. 
Au cours de leur migration vers l'est, les sables éoliens atteignirent, à un moment donné, les limites du bassin versant de la Garonne et de l'Adour. Au-delà l’action du vent et celle d’un ruissellement éventuel s’additionnaient et le sable descendait rapidement vers les fleuves, qui les entraînaient vers la mer. Les sables rejoignaient alors la plateforme continentale, la boucle étant ainsi bouclée. Les sables effectuaient donc des cycles fermés.
La formation de l'alios et de la garluche est postérieure, les concrétions aliotiques n’ayant pu se constituer qu’après l’achèvement de la mise en place des sables landais.

### Formation des dunes continentales
Au Mésolithique inférieur, le climat va se modifier pour devenir très humide. Toutes les anciennes vallées ont été comblées par les sables. C’est alors que vont se creuser de nouvelles vallées dans la plaine. Les précipitations étant abondantes, les sables à proximité immédiate du lit des rivières seront entraînés vers le plateau continental. 
Vient alors une nouvelle phase d’action éolienne au Mésolithique supérieur. Les précipitations diminuent et les sables de plus en plus mal évacués vont s’accumuler dans les basses vallées. Le vent va reprendre ces sables pour les accumuler en dunes continentales qui s'édifient à la fois sur les vallées et sur les plateaux. En effet, les sables littoraux sont alors peu abondants, contrairement à la phase antérieure d’apport de sables nouveaux sur la plaine landaise, et les dunes se forment à partir du sable de la plaine, rapporté près du littoral par les cours d’eau. Les dunes continentales qui se multiplient, sont à leur tour attaquées par le vent et largement éventrées. Ces actions éoliennes ont pris fin au Néolithique, et le vent devient incapable de pousser les sables à l’intérieur des terres. La végétation va pouvoir envahir les dunes, et un sol de sables noirs fossilise alors leur modelé, fixant le paysage des Landes de Gascogne actuelles.

### Évolution du sol en alios et garluche

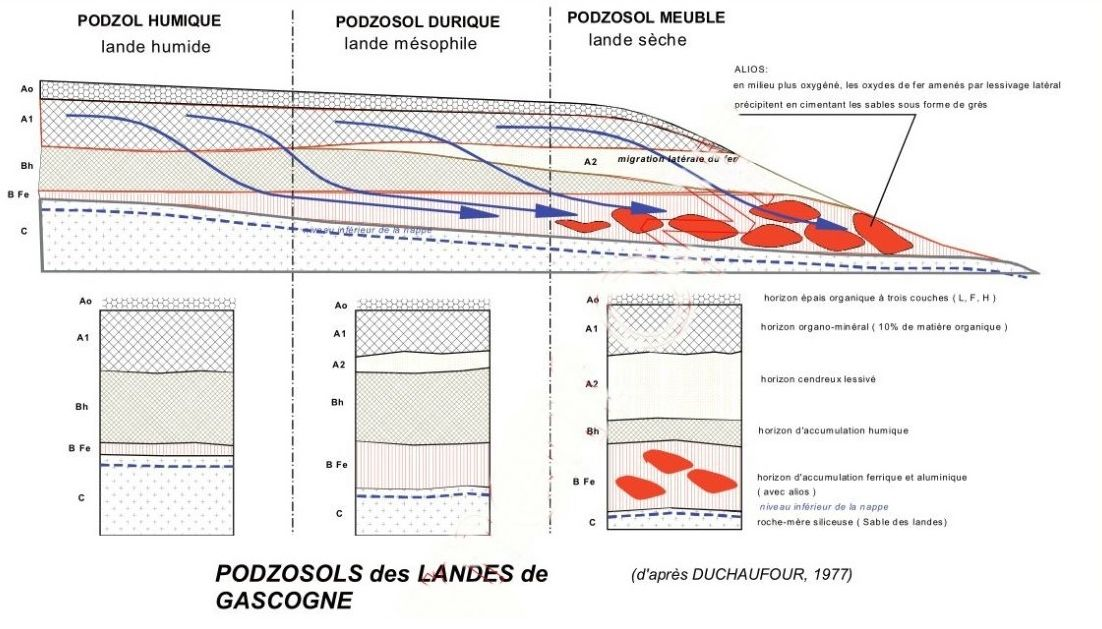
Formation de l'alios landais d'après Duchaufour

Les Landes de Gascogne sont une terre plate, où les sols sont mal drainés et le niveau piézométrique moyen se situe entre 20 et 60 cm dans la plaine.
L’évolution pédologique naturelle du sol landais se fait dans le sens d’une podzolisation. Les formes les plus typiques, qui sont souvent appelés podzols humo-ferrugineux, sont constitués de trois types d’horizons différents :
- Un horizon humifère A1, gris foncé à noir, riche en matière organique provenant de la litière A0, ainsi que des racines des végétaux.
- Un horizon lessivé A2, gris cendré presque blanc, où tous les éléments solubles ont été entraînés vers le bas.
- Un ou deux horizons d’accumulation B où les acides humiques et les éléments minéraux s’associent pour modifier la nature du sol.

L’humus brut fourni par les feuilles et les débris végétaux, rendant le sol très acide (pH=5.5), a été pendant des millénaires l’un des facteurs déterminant de la podzolisation. Il a donné sa teinte noire au sable de l’horizon A. On observe dans l’horizon A une migration générale des bases qui disparaissent, tandis que les colloïdes argileux et ferriques vont, avec l’humus brut, se fixer dans l’horizon B. Le lessivage du sol, qui est à l’origine de la podzolisation, est dû en partie à la percolation des eaux de pluie, mais il est surtout abondant lorsque l’horizon A est baigné saisonnièrement par la nappe phréatique. Celle-ci solubilise le complexe organominéral et l’entraîne ensuite lorsqu’elle redescend en été. L’humus brut et les composés ferriques ainsi concentrés dans l’horizon B, donnent un composé connu sous le nom d'alios.
Les débris végétaux libèrent un acide organique qui attaque l'argile et libère la silice, l'alumine et le fer. Les éléments ainsi créés se déposent sur les grains de sable. Lorsque le fer devient plus important, il joue un rôle de catalyseur et provoque un ciment, un liant dans le sable formant des zones dures et compactes d'alios. La formation d'alios est facilitée par l’écoulement latéral de la nappe car celle-ci transporte des minéraux qui peuvent remonter par capillarité dans les niveaux supérieurs. Le fer, en particulier lorsqu’il arrive sur le toit de la nappe, trouve des conditions d’oxygénation qui lui permettent de précipiter sous forme ferrique.
L'alios se forme à proximité de la surface (on en trouve rarement en deçà de 1,20 m), il s’agit d’une sorte de grès tendre, d’une épaisseur variant de 20 cm à 120 cm, constitué d’agrégats de sable et de composés humo-ferriques plus ou moins consolidés. Il est d’ordinaire très friable et se brise sous la simple action d’un outil ou même sous la pression des doigts.
Les alios sont composés d’ordinaire de 96 % de sable quartzeux. Le ciment humo-ferrique représente donc en moyenne 4 %. Leur couleur caractéristique est donnée par les oxydes de fer.
On distingue trois sortes d'alios :
- Les alios friables de couleur très brune passant au noir, qui sont des alios humiques, simple agrégats de sable et de matière organique où le pourcentage d’oxyde de fer est très faible : de 0,1 à 0,8 %

- Les alios plus compacts, de couleur moins sombre avec des traînées brunâtres et jaune brun, qui sont des alios ferrugineux où l’oxyde de fer est plus abondant et le sable mieux consolidé. Plus épais et plus massif, ils sont aussi plus caverneux et plus irréguliers que l'alios humique. Ils contiennent de 1 à 4,6 % de fer.

- Les garluches, qui sont de véritables grès à ciment ferrugineux et siliceux. Elles peuvent être très riches en limonite et constituent alors un véritable minerai de fer. Elles furent exploitées pour leur forte teneur en fer (12 à 16 %) dans des forges au XIXe siècle, comme à Pontenx-les-forges en Pays de Born. Il existe également des garluches de couleur claire (jaunes) qui ne contiennent que 3 à 4 % de fer : le ciment est très fin et très résistant, à la fois siliceux et ferrugineux, il soude entre eux les grains de sable et donne une roche dure qui fut très largement utilisée pour la construction dans les landes de Gascogne.

La couche d'alios n’est pas continue dans le sol, il se présente sous forme de plaques. Contrairement aux idées reçues, dans les Landes l'alios n’est pas imperméable mais constitue une masse spongieuse qui peut ralentir la descente des eaux. L’agrégat aliotique, très poreux, est favorable à la montée des eaux par capillarité. Si l’humus entrant dans sa composition n’a pu que descendre de l’horizon A, le fer quant à lui est amené par les mouvements des eaux dans le sol et se fixe dans le complexe humo-ferrique.
L'alios demeure un problème pour certains exploitants agricoles qui doivent faire fissurer cette couche d'alios par un sous-solage afin de pouvoir utiliser leurs terrains convenablement. Attention cependant à cette action car la fracturation de l'alios entraîne souvent un départ massif de sable par la création de fossés surdimensionnés et engendre alors un abaissement de la nappe phréatique et un drainage des zones humides. La présence d'alios fut aussi un problème quand il a été question de creuser tout un réseau de crastes (fossés/cours d'eau recalibré de drainage de la Lande) à partir de la seconde moitié du XIXe siècle et également après les incendies des années 1950 qui ont ravagé la moitié de la forêt landaise.

## Localisation
L'alios est très fréquent dans toutes les Landes de Gascogne, dont le paysage originel est la lande et non la forêt de pins plantée au XIXe siècle. Ainsi l'alios se rencontre ailleurs en Europe du Nord, dans les sols sableux de landes à bruyère : Yorkshire (Royaume-Uni), Lunebourg (Allemagne). Il se trouve aussi en France dans les sols sableux de forêts à conifère : Fontainebleau, Vosges.
L'alios est également observé ailleurs dans le monde, notamment dans les podzols tropicaux comme au Congo ou en Amérique du Sud. 